# Voltron: O Defensor do Universo
Voltron: Defender of the Universe (Brasil: Voltron: O Defensor do Universo / Portugal: Voltron), é uma série animada sobre uma equipe de exploradores do espaço que pilotam um super robô gigante conhecido como "Voltron". Foi produzido em parceria entre World Events Productions e Toei Animation, a série de televisão original foi ao ar em Syndication entre 10 de setembro de 1984 até 18 de novembro de 1985. A primeira temporada de Voltron, com o "Lion Force Voltron", foi adaptado a partir do anime Beast King GoLion. A temporada, com o "Vehicle Voltron", foi adaptada do anime Armored Fleet Dairugger XV.
Voltron foi extremamente popular durante sua transmissão, e gerou uma série de sequência, várias histórias em quadrinhos, e um 1 especial de uma hora.
No Brasil a série foi licenciada através de VHS pela distribuidora Look-video do Brasil em 8 Volumes, totalizando 26 episódios. Em Portugal a série foi emitida pela TVI entre 1998/1999 e também foi transmitida pelo Canal Panda.
Em 1998, foi lançada a série em CGI Voltron: The Third Dimension e 2011, Voltron Force, ambas tiveram apenas 26 episódios, em 05 de janeiro de 2016, o Netflix anunciou Voltron iria estrear em 2016 como uma série Netflix original de animação, produzida em parceria com a DreamWorks Animation (DWA), parte de um acordo de vários anos entre os dois grupos. Em fevereiro, teasers revelaram o título da nova série Voltron: Legendary Defender em 25 de março, 2016, um teaser foi lançado, anunciando que a primeira temporada, composta por 13 episódios, prevista para estrear 10 de junho de 2016.

## Produção
A série original foi criada por Peter Keefe e John Teichmann em 1984 usando o material que eles tinham licenciado da série de animação japonesa Beast King GoLion e Armored Fleet Dairugger XV. Os produtores não tinha meios de traduzir a série japonesa para o inglês, assim, eles supuseram as parcelas, criando totalmente um novo diálogo, editando as cenas mais violentas e remixando o áudio em formato estéreo. A série foi um sucesso imediato nos Estados Unidos, superando o mercado de sindicação para programas infantis, em meados da década de 1980.
A série japonesa Mirai Robo Daltanious foi originalmente planejada para ser adaptada pela World Events Productions como parte de Voltron. Ao solicitar as fitas originais da Toei Animation para fins de tradução, os produtores mundiais Events Productions solicitaram "aquelas com o lion." Equivocadamente, Toei então passou a enviar cópias de Beast King GoLion para o World Events, outra série "de se fundir com robôs", com lutadores em forma de leão. Porque os produtores da World Events preferiram GoLion a Daltanious, os episódios de GoLion foram adaptados ao contrário, passando a se tornar a parte mais popular da transmissão original de Voltron. Uma terceira versão/série de Voltron foi baseada em mais uma série japonesa, Kōsoku Denjin Albegas, que também estava em andamento, mas caiu quando World Event Productions se juntou com a Toei para fazer um novo GoLion, devido que a série teve sua popularidade ao longo da transmissão de Dairugger.

## Equipe
- História original: Saburo Yatsude
- Direção chefe: Katsuhiko Taguchi
- Designer dos Personagens & Diretor chefe da animação: Kazuo Nakamura
- Direção dos episódios: Kazufumi Nomura, Kazuyuki Okaseko, Hiroshi Sasagawa, Katsuhiko Taguchi, Katsuhito Akiyama
- Guionistas: Ryo Nakahara, Masaaki Sakurai, Susumu Takahisa
- Música: Masahisa Takeichi (oncidental), Asei Kobayashi (abertura/encerramento)
- Performance do tema (GoLion): Ichirou Mizuki (Abertura- Tatakae! Goraion, Encerramento- Gonin de Hitotsu)
- Produção: Toei Animation Co., Ltd. / Toei Advertising Co. Ltd (creditado como "Toei Agency")